# Zoltán Gera
Pour les articles homonymes, voir Gera (homonymie).
Zoltán Gera, né le 22 avril 1979 à Pécs, est un footballeur international hongrois. Il joue au poste de milieu de terrain. Après avoir mis un terme à sa carrière en 2018, il se reconvertit comme entraîneur.

## Biographie

### En club
Le 16 mai 2014, il est libéré de West Bromwich Albion. 

### En équipe nationale
En 2016, il réussit avec ses coéquipiers à se qualifier pour un Championnat d'Europe, la première depuis 1972. Lors de l'Euro 2016, il s'illustre en ouvrant le score face au Portugal lors de la dernière journée des phases de groupes. Les hongrois atteindront les huitièmes de finale de la compétition en s'inclinant face à la Belgique sur le score lourd de 4-0.

## Palmarès
- Ferencváros
  - Vainqueur du Championnat de Hongrie (3) : 2001, 2004, 2016
  - Vainqueur de la Coupe de Hongrie (5) : 2003, 2004, 2015, 2016, 2017
  - Vainqueur de la Supercoupe de Hongrie : 2004
- West Bromwich Albion
  - Vainqueur du Championship : 2008
- Fulham
  - Finaliste de la Ligue Europa : 2010

## Distinction personnelle
- Élu par les internautes plus beau but de l'Euro 2016 (contre le Portugal, 3-3 le 22 juin en phase de poules).